# 宮城県道118号名取村田線

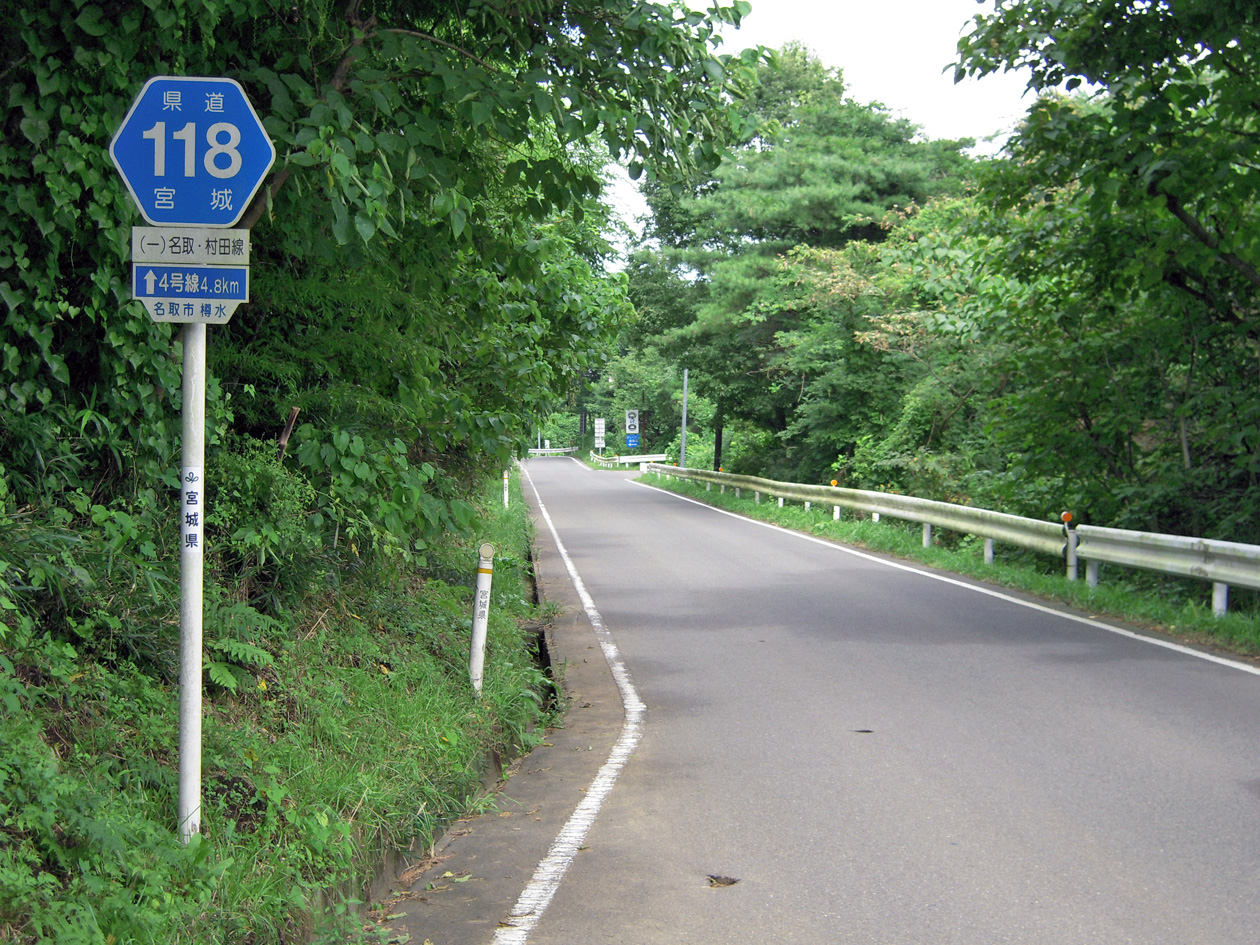
名取市樽水付近（2008年8月）

宮城県道118号名取村田線（みやぎけんどう118ごう なとりむらたせん）は、宮城県名取市から宮城県柴田郡村田町を結ぶ一般県道である。

## 路線概要
起点から信号一つ先で国道4号仙台バイパスと接続しているが、この区間は県道ではない。宮城県道39号仙台岩沼線との重複区間を過ぎた辺りから、災害復旧工事で改良された区間と未改良区間が樽水ダムを過ぎた辺りまで混在する。樽水ダムより先、宮城交通菅生バス停付近にかけては道幅の狭い峠道となっている。
1987年（昭和62年）2月、東北本線と交差し、当線の一部を構成する都市計画道路田高増田線に跨線橋「名取高架橋」（L=183.8 m、W=12.8 m、Google マップ）が完成した。
- 起点：宮城県名取市田高（交差点＝国道4号交点、旧道）
- 終点：宮城県柴田郡村田町菅生（交差点＝宮城県道31号仙台村田線交点）
- 延長：12,615 m
- Google マップ

## 通過する自治体

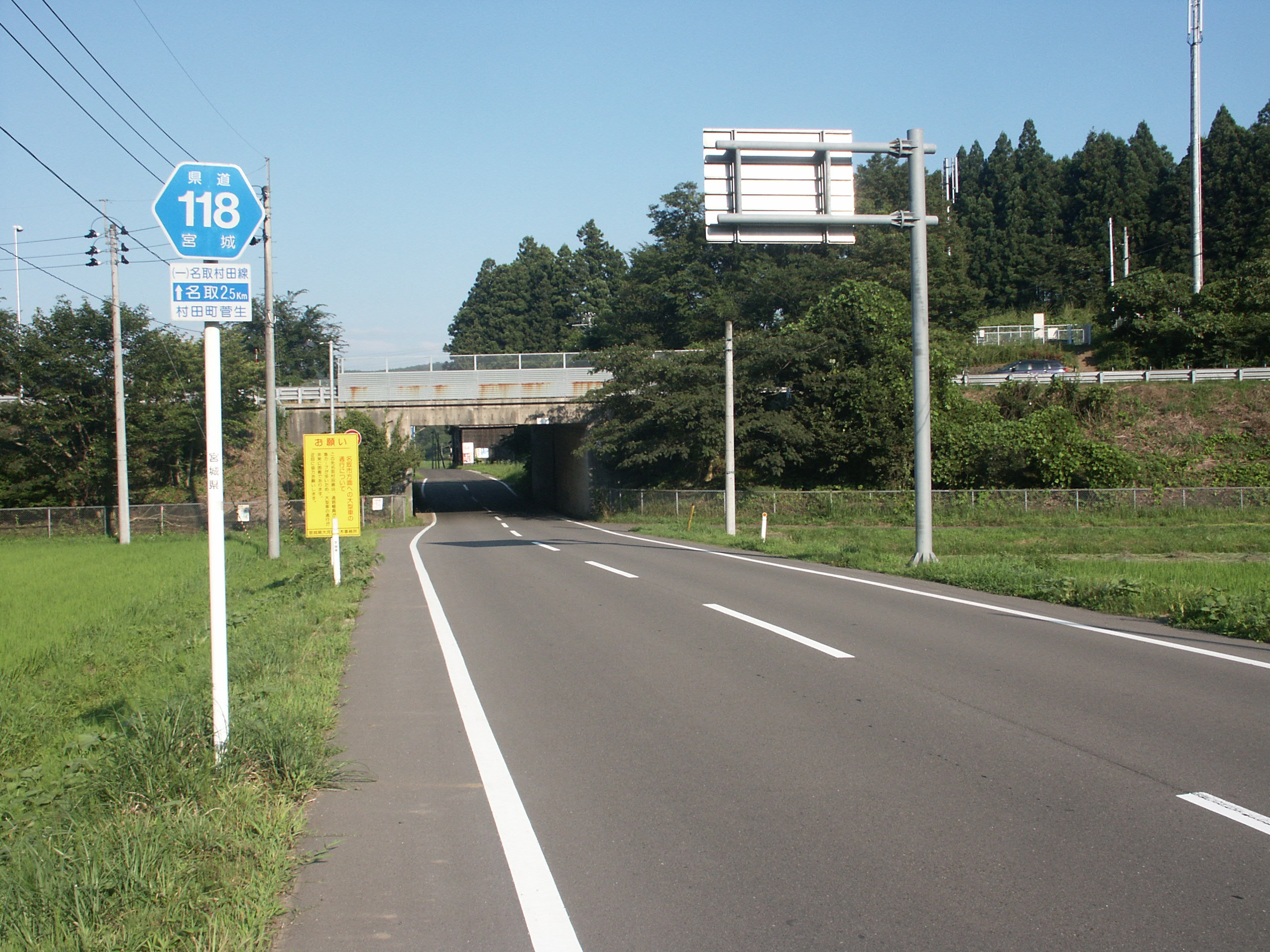
村田町菅生付近

- 宮城県
  - 名取市
  - 柴田郡
    - 村田町

## 接続する道路
- 国道4号（旧道）（名取市）
- 宮城県道31号仙台村田線（村田町）
- 宮城県道39号仙台岩沼線（名取市）
- 宮城県道258号仙台館腰線（名取市）